# تحناوت
تحناوت (به فرانسوی: Tahannaout) یک شهرک در مراکش است که در استان حوز واقع شده‌است. تحناوت ۶٬۵۸۵ نفر جمعیت دارد.